# Риби світу
Риби світу (англ. Fishes of the World) — книга з іхтіології, написана Джозефом Нельсоном (Joseph S. Nelson), хрестоматія з систематики риб. Перше видання побачило світ у 1976 році, друге в 1984 році, третє в 1994 році, четверте 2006 року і п'яте 2016 року. Книга не містить кольорових ілюстрацій. У четвертому виданні використано результати аналізу ДНК для перегляду уставленої класифікації риб. П'яте видання (2016) містить всеосяжний огляд різноманітності і класифікації понад 30 000 видів риб, що відомі науці.
Книга починається з введення в іхтіологію та загальних характеристик риб (біологічне різноманіття, кількість таксонів, біогеографія, різноманітність середовищ існування та економічне значення). Далі робота містить характеристику вищих таксонів риб до рівня родини. Автор зібрав найважливішу інформацію про кожен з цих таксонів: ареал, навколишнє середовище, особливості будови і кількість відомих видів. Описи більшості родин супроводяться малюнком, який ілюструє контури тіла. Також перелічуються найважливіші роди та види. Коротко згадано найважливіші викопні таксони.